# Cottoidea
Super-famille
Les Cottoidea sont une super-famille de poissons de l'ordre des Scorpaeniformes.

## Liste des familles
- Abyssocottidae
- Agonidae
- Bathylutichthyidae
- Comephoridae
- Cottidae
- Cottocomephoridae
- Ereuniidae
- Hemitripteridae
- Psychrolutidae
- Rhamphocottidae